# Guarujá

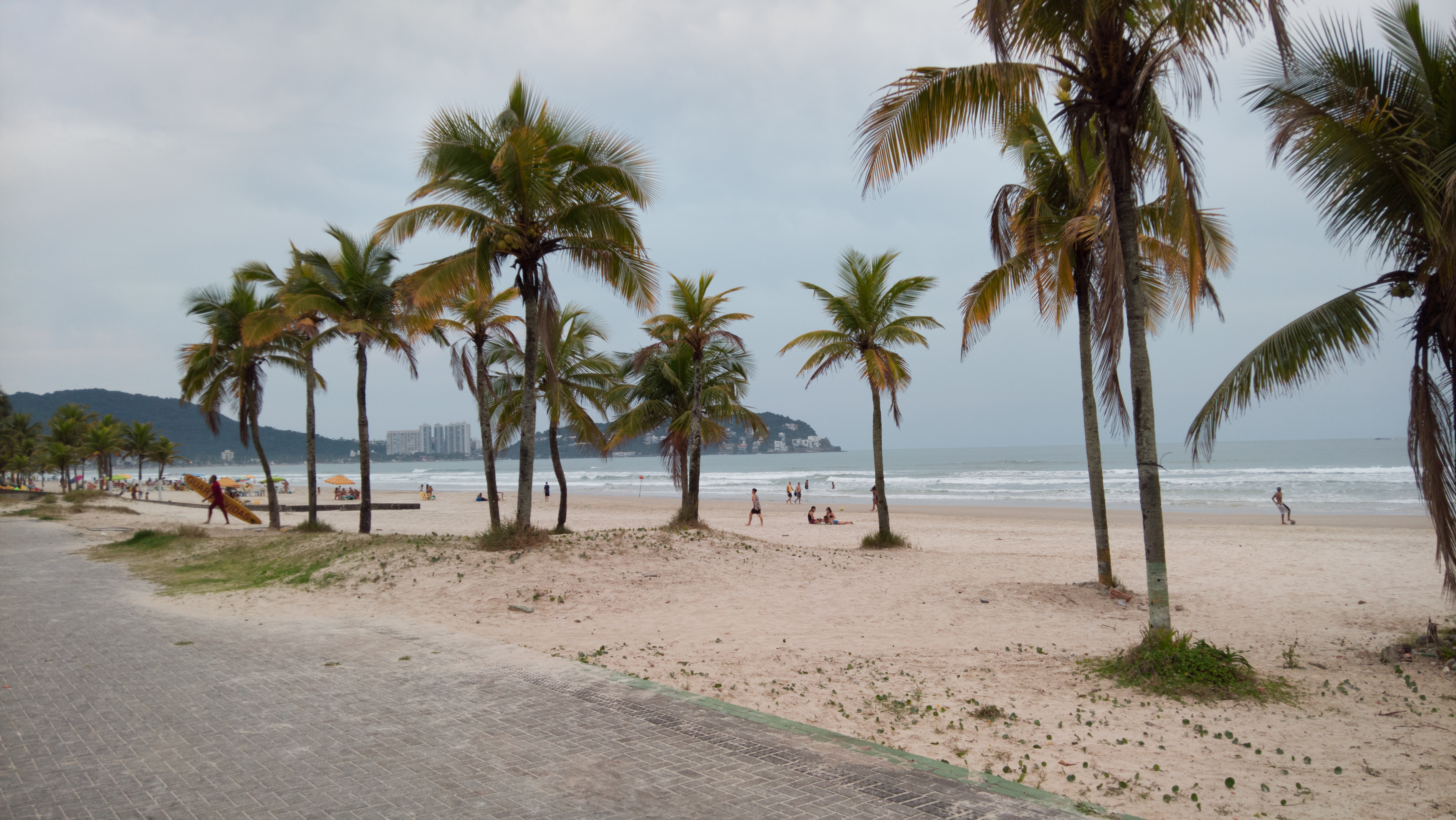
Playa de Enseada

Guarujá es un municipio brasileño del estado de São Paulo, localizado a una latitud de 23° 59' 18" sur y longitud de 46° 14' 32" oeste, estando a una altura de 4,27 metros sobre el nivel del mar. Tiene una población de 305 171 habitantes (estimada IBGE/2006) y una superficie de 142,7 km², lo que da una densidad demográfica de 1969,47 hab/km². Es la tercera mayor isla del litoral del estado de São Paulo y se lo considera un balneario.

## Topónimo
Guarujá es un término de origen tupí que para algunos expertos significa ‘maestro de los pájaros’ o ‘jefe de las aves’; viene de gûyrá ‘pájaro’ e îara ‘maestro, señor’. Otras posibles etimologías tupí son Guaru-ya ‘criadero de las ranas’ o Gu-ar-y-ya ‘pasaje estrecho’.

## Historia

### Primeros tiempos
La isla de Santo Amaro, en donde se encuentra el territorio del municipio, surgió al final de la era glacial, hace algo más de 10 000 años, cuando el canal de Bertioga y el estuario de Santos se abrieron al subir el nivel del océano Atlántico y separaron la actual isla del continente.
Los primeros habitantes fueron el pueblo de los sambaquís, grupo humano seminómada que habitó el litoral sureste brasileño al terminar la era glacial. Este pueblo vivía de la recolección de moluscos, cangrejos  y otros mariscos y complementaban la dieta con la recolección de vegetales y frutos y la caza. No conocían la agricultura. En Guarujá han sido encontrados montones de restos de conchas, llamados sambaquís, en las playas de Mar Casado y de Pernambuco.
Posteriormente la isla fue aprovechada por grupos tupis, que le dieron el nombre de Guaibê (‘lugar de cangrejos’). Los tupís no habitaban la isla, sino que la utilizaban para la pesca, la recolección y la obtención de sal.

### Época Colonial e Imperial
El 22 de enero de 1502, los primeros europeos pisaron la isla. André Gonçalves y Américo Vespucio llegaron a la playa de Santa Cruz dos Navegantes. Los colonizadores no se asentaron en esta isla pantanosa y accidentada y prefirieron centrar sus esfuerzos en la vecina isla de São Vicente, más amplia e salubre y con acceso a la meseta a través de caminos indígenas. Algunos colonos campesinos portugueses acabaron instalándose en la costa occidental de Santo Amaro, viviendo de la agricultura de subsistencia, la pesca y la reparación de embarcaciones.
En 1543, la isla fue incluida en la Capitanía de Santo Amaro. Durante toda la época colonial e imperial, la isla no atrajo la atención y apenas si fue poblada por colonos y campesinos y usada por los contrabandistas para esconder esclavos.

### Auge turístico
A finales del siglo XIX, con el surgimiento del turismo, el comienzo del desarrollo de la economía paulista y la existencia de un acceso ferroviario entre el litoral y la explanada paulista, apareció el interés por la isla de Santo Amaro.
Un grupo de empresarios, inclusive algunos ligados al sector ferroviario, confiaron en el potencial turístico y fundaron la Estância do Guarujá. Se propusieron invertir en la playa de Pitangueiras, para convertirla en un polo de atracción turístico. Elias Fausto, graduado en la Universidad de Cornell en 1874, presentó a la Companhia Balneária da Ilha de Santo Amaro, fundada en 1892, un plan para la  urbanización y construcción de un hotel, un casino y otras atracciones.
Además de llevar a cabo en 1893 el plan, la Compañía construyó una línea férrea uniendo el estuario de Santos con la playa de Pitangeiras, llamándolo el Tramway do Guarujá (Tranvía de Guarujá). Los turistas viajaban primero desde el puerto de Santos, en el pequeño vapor Cidade de São Paulo, que atravesaba el estuario hasta Itapema, donde estaba la estación para tomar el tren hasta el Grande Hotel de Pitangueiras.
El 19 de enero de 1918 fue implantado un servicio de balsas entre la Ponta da Praia y Santa Rosa (Guarujá), viabilizando el tránsito directo de automóviles entre Santos y Guarujá. Casi cuarenta años después, los automóviles desplazaron definitivamente al Tramway do Guarujá.
En 1923, la villa fue transformada en Distrito de Paz y el 30 de junio de 1926, el distrito se convirtió en prefectura sanitaria, separándose de Santos.

### Primera crisis
A Companhia do Guarujá era capitaneada por el megaempresario de la época, Percival Farquhar. Desafortunadamente, como todas las demás empresas comandadas por él, sufrió enormemente cuando cayó el imperio de ese inversionista.
La Companhia do Guarujá presentó déficit creciente requiriendo el auxilio del gobierno estadual. El 1° de octubre de 1926 la Ley Estadual 2140 permitió estatizar la Companhia Guarujá. y sus bienes pasaron a ser propiedad del estado por el Decreto Estadual 4192, de 12 de Fevereiro de 1927. Así fueron creados los Serviços Públicos do Guarujá, que establecieron dos tranvías más.

### Nuevo auge
En el territorio actual de la ciudad se establecieron plantaciones de banana, cuya producción era encaminada al puerto de Santos. Además del turismo, la banana y la pesca eran los principales medios de subsistencia de los habitantes.
En 1931 fue suspendida la prefectura y la isla volvió a la jurisdicción de Santos , pero en 1934 se restauró la prefectura de Guarujá. El 3 de julio de 1934 fue creada la Estancia Balnearia de Guarujá, lo cual facilitó el éxito de nuevas inversiones y el aprovechamiento de otras playas. En 1935 se inauguró una línea férrea para sustituir la antigua, ya deteriorada. Las inversiones en casinos facilitaron el éxito hotelero en nuevas playas como Asturias y Enseada.
Con la inauguración del servicio de "Ferry Boat" desde Santos, los turistas comenzaron a llegar a Guarujá en sus propios automóviles y el servicio de tranvías fue suspendido en 1956.
En 1947 al dejar de existir las "prefecturas sanitarias", Guarujá se convirtió en municipio de pleno derecho.

### Crisis de crecimiento
Entre las décadas de 1970 y 1980 Guarujá creció descontroladamente. La calidad ambiental cayó debido a la contaminación de las aguas, la ocupación de áreas sensibles como morros y manglares y número cada vez mayor de turistas, habitantes y migrantes. Las inundaciones estacionales produjeron desastres naturales, que ocasionaron numerosos damnificados entre la población y forzaron desplazamientos de barrios enteros.
La situación se tornó crítica al final de la década de 1980 e inicios de la de 1990, cuando millones de turistas visitaban la isla en el verano, provocando el colapso de la infraestructura de Guarujá. Extensas áreas del municipio fueron ocupadas por tugurios.

### Perspectivas

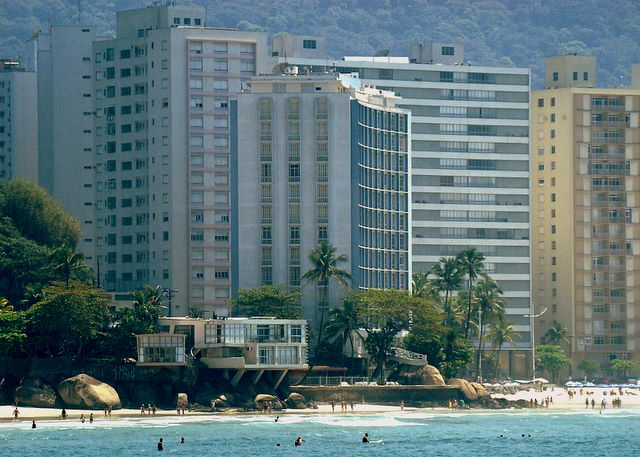
Playa de Asturias

Desde la segunda mitad de la década de 1990 se produjo una recuperación progresiva del balneario, con inversiones en saneamiento, vivienda, infraestructura y distribución de los turistas en otras regiones, disminuyendo la sobrecarga.
Guarujá es uno de los quince municipios paulistas considerados estancias balnearias por el estado de São Paulo, al cumplir determinados requisitos definidos por ley estatal; tal estatus le garantiza un presupuesto adicional del Estado para promover el turismo regional y, además, el derecho a usar oficialmente el título de estância balneária.

## Geografía

### Clima
Guarujá se encuentra a una altitud de 10 metros y tiene un clima subtropical (clasificación "Cfa"), que se caracteriza por altas temperaturas medias del aire y precipitaciones.
La temperatura media anual es de 21,8 °C, con una mínima media de 18 °C y una máxima media de 25,3 °C. Su índice de precipitación anual es de 2,556 milímetros (mm), siendo enero el mes con más precipitación (325 mm) y agosto el mes con menos (102 mm).